# 治療指数
治療指数（ちりょうしすう、英語: Therapeutic Index）とは、ある治療薬における、治療効果を示す量と致死量の比較のことである。治療係数や治療可能比とすることもある。治療目的ではない使用においては安全係数と呼ぶ。

## 計算式
治療指数は、投与した動物の半数が死亡する用量である半数致死量（LD50）を、投与した動物の半数が最小限の効果を示す用量である半数効果用量（ED50）で除した値である。
{\displaystyle {\mbox{Therapeutic index}}={\frac {\mathrm {LD} _{50}}{\mathrm {ED} _{50}}}}
ヒト等価用量（HED）換算していない為、動物種によっては実際とかけ離れた治療指数となってしまうことに注意が必要。

## 解説
治療指数は大きい方が好ましいとされる。大きな治療指数は、その治療薬が致死量に達するまでに、効果を示す用量よりかなり多くの投与量を必要とすることを意味するからである。一般に、狭い治療可能域（すなわち致死量と効果用量の差が小さい）を持つ薬物もしくは治療薬の場合、患者の実際の血中薬物濃度を測定しながら投与量を調節することがある。これは治療薬物モニタリング（TDM）法によって行われる。ジアゼパムは寛容な薬で治療指数は約100を示す。その他の薬はかなり数値が低く、たとえばジゴキシンの治療指数は2から3である。
ジゴキシンの治療指数（例）
- モルモット（LD50） = 4.4mg/kg（HED=1.14mg/kg）[2]
- 臨床用量（1〜4mg） = 0.017〜0.067mg/kg[2]
- 治療指数 = 66〜259（モルモットLD50/臨床用量）
- 治療指数 = 17〜67（モルモットLD50 HED/臨床用量）

## モニタリング
治療効果レベルを保ちつつ毒性を最小限にするためにモニタリングが必要とされることがあるような、治療可能範囲の狭い医薬の例として、ジメルカプロール、テオフィリン、ワルファリン、炭酸リチウムが挙げられる。ゲンタマイシン、バンコマイシン、アムホテリシンB、ポリマイシンB、ストレプトマイシンなどのある種の抗生物質も、薬効と副作用の最小化のバランスをとるためにモニタリングを必要とする。
ストレプトマイシンの治療指数（例）
- マウス静注（LD50） = 145mg/kg (HED=11.8mg/kg)[3]
- マウス皮下注（LD50） = 600mg/kg (HED=48.8mg/kg)[3]
- 臨床用量（筋注1〜2g） = 16.67〜33.34mg/kg[3]
- 治療指数 = 18〜36（マウス皮下注LD50/臨床用量 筋注）
- 治療指数 = 1.46〜2.93（マウス皮下注LD50 HED/臨床用量 筋注）

ストレプトマイシンの臨床用量は概ね致死量に到達していることが分かる。

## ターゲッティング
有効な治療指数はターゲッティング、つまり治療薬が効果を表す部位に集中することに影響を受ける。例えば悪性腫瘍の放射線療法においては、照射ビームをビーム方向像における腫瘍の形状や性質に厳密に合わせることで、毒性作用を増加することなく用量を増やすことができる、ただしビームの調節が治療指数を変化させるとはかぎらない。同様に、化学療法や放射線療法では、親腫瘍性化合物に治療薬を結合させ、有効性を増すことができる。神経内分泌腫瘍に対するタンパク質受容体放射性核種療法や、肝腫瘍と転移がんの治療に用いられる化学塞栓や放射性マイクロスフィアがその例に当たる。この方法により、標的組織に治療薬を集中させ他の組織内の濃度を低く保つ、そして薬効を高め、毒性を下げる。